# MV Sirius Star
MV Sirius Star je supertanker u vlasništvu i pod upravljanjem tvrtke Vela International Marine. Brod je dug 333 metara, širok 60 m i može prevoziti 2.000.000 barela (320.000.000 litara) sirove nafte.
Sirius Star je sagradila tvrtka Daewoo Shipbuilding & Marine Engineering u gradu Geoje (dong Okpo), Južna Koreja.

## Povijest
Kobilica je položena 29. listopada 2007., a brod je porinut 28. ožujka 2008.
Sjedište tvrtka Vela se nalazi u Ujedinjenim Arapskim Emiratima i kćer tvrtka je saudijske državne naftne kompanije Saudi Aramco. Od svoga porinuća brod plovi pod zastavom Liberije, a matična luka mu je Monrovia.
Brod je postao međunarodno poznat nakon što je 15. studenoga 2008. otet oko 450 nautičkih milja jugoistočno od obale Kenije, zajedno s 25 članova posade i punim teretom nafte. Brod su oteli Somalijski gusari. 

### Ostali podatci
- Trup: dvostruk
- IMO: 9384198,
- MMSI: 636013447
- Call Sign: A8NA7
- Brzina: maksimalna i prosječna 14.3 / 13.7 čvorova